# 하이퍼마켓

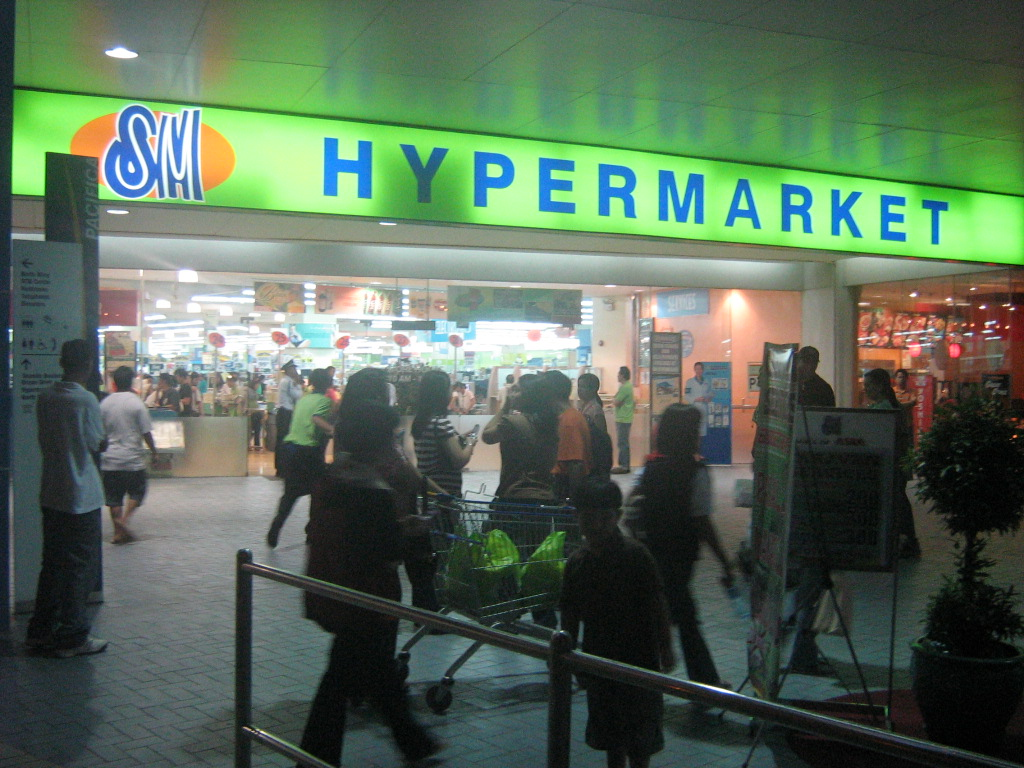
필리핀의 하이퍼마켓

하이퍼마켓(영어: hypermarket, hyperstore, supercenter, superstore)은 슈퍼마켓·대형 할인점·백화점의 형태가 결합된 대규모 소매 점포이다. 기존의 슈퍼마켓에서 취급하는 식료품·일용잡화에서부터 의류·자동차용품·전자제품·가구 등도 취급하는 대형 점포이다. 1960년대에 미국과 프랑스에서 이러한 개념의 점포가 시작된 것으로 알려져 있다. 1960년대 ~ 1970년대에 프랑스의 까르푸에서 하이퍼마켓 개념의 점포를 급속히 확대시켰고, 1980년대에 미국에서도 대형 할인점 체인인 월마트·케이마트·타깃 등의 성장과 함께 급속히 퍼졌다. 대한민국에도 1990년대에 소개된 이후 전국적으로 급속히 퍼져, 현재 대한민국 유통 시장에 큰 비중을 차지하고 있다. 외국에서는 생식품을 취급하지 않거나 취급 비중이 낮은 대형 할인점과 생식품도 함께 취급하는 하이퍼마켓을 별도로 구분하는 것이 보통이나, 대한민국에서는 생식품 소비를 매우 중시하는 소비자들의 특성으로 인하여 대형 할인점 업체들이 바로 하이퍼마켓 개념을 도입, 일반적으로 하이퍼마켓 형태의 점포들이 바로 대형 할인점으로 통하고 있어 하이퍼마켓이라는 말은 거의 잘 쓰이지 않는다.

## 같이 보기
- 할인점
- 슈퍼마켓
- 소매점